# Echinocactus
Echinocactus é um gênero botânico da família Cactaceae.

## Sinônimos
- Brittonrosea Speg.
- Echinofossulocactus Lawr.
- Homalocephala Britton & Rose

## Espécies
- Echinocactus grusonii
- Echinocactus platyacanthus
- Echinocactus polycephalus
- Echinocactus texensis
- etc